# 麻生誠
麻生 誠（あそう まこと、1932年3月30日 - 2017年4月24日）は、日本の教育社会学者。大阪大学名誉教授、放送大学名誉教授。

## 経歴
東京生まれ。東京教育大学附属高等学校卒業、東京大学教養学部文科二類に入学し、東京大学教育学部卒業。卒業後、東京大学人文科学研究科大学院教育研究科教育社会学専攻（修士課程）修了。同大学院博士課程満期退学。日本育英会専門員を経て、東京学芸大学学芸学部（教育学部）専任講師、助教授。1974年、大阪大学人間科学部助教授、1980年教授。1995年、定年退官、名誉教授。以後は、放送大学教授、副学長、名誉教授、東京女学館理事長、東京女学館大学学長を歴任した。2017年4月24日、死去。85歳没。

## 著書
- 『エリートと教育』福村出版 1967
- 『大学と人材養成 近代化にはたす役割』中公新書 1970
- 『学歴と生きがい "学閥"への抵抗と追従』日本経済新聞社 日経新書 1977
- 『エリート形成と教育』福村出版 1978
- 『教育学大全集 3 近代化と教育』第一法規出版 1982
- 『生涯教育論 生涯教育学の成立をめざして』旺文社 ラジオ大学講座 1982　のち放送大学教材
- 『学歴社会の読み方』筑摩書房 ちくまセミナー 1983
- 『日本の学歴エリート』玉川大学出版部 1991、講談社学術文庫 2009
- 『生涯発達と生涯学習』放送大学教育振興会 1993

### 共編著
- 『社会学講座 10 教育社会学』編 東京大学出版会 1974
- 『現代教育講座 7 能力・適性・選抜と教育 誰が青少年の進路を決定するか』藤永保共編著 第一法規出版 1975
- 『講座現代技術と教育 1 現代の技術社会と教育』清原道寿共編 開隆堂出版 1975
- 『学歴効用論 学歴社会から学力社会への道』潮木守一共編 有斐閣選書 1977
- 『デュルケム道徳教育論入門』共著 有斐閣新書 1978
- 『ヨーロッパ・アメリカ・日本の教育風土』潮木守一共編 有斐閣新書 1978
- 『教育学講座 第3巻 発達と環境』梅本尭夫共編著 学習研究社 1979
- 『日本の学歴社会は変わる 産業社会の変革期に向けて』竹内宏共編 有斐閣選書 1981
- 『変革期の人間形成 社会学的アプローチ』柴野昌山共編 アカデミア出版会 1982
- 『学校ぎらい勉強ぎらい』編 福村出版 教育病理 1983
- 『教育学研修講座 1 教育革新と教育計画』池田秀男共編著 第一法規出版 1984
- 『日本の教育を考える 1 子どもはどう育つか』木原孝博共編 有信堂高文社 1985
- 『学校の社会学 現代学校を総点検する』小林文人,松本良夫共編著 学文社 1986
- 『生涯学習実践講座 2 人間の発達と生涯学習』泉敏郎共編　亜紀書房 1989
- 『教科外指導の課題 子どもの豊かな自己表現をめざして』秦政春,松本良夫共編著 学文社 1995
- 『生涯発達と生涯学習』堀薫夫共著 放送大学教育振興会 1997
- 『創造的才能教育』岩永雅也共編 玉川大学出版部 1997
- 『現代日本の教育課題 21世紀の教育を求めて』天野郁夫共編著 放送大学教育振興会 1999
- 『生涯学習と自己実現』堀薫夫共編著 放送大学教育振興会 2002
- 『21世紀のエリート像』山内乾史共編 学文社 2004

### 翻訳
- デュルケム『道徳教育論』山村健共訳 明治図書出版 世界教育学選集 1964、講談社学術文庫 2010
- パトリシア・C.セクストン『教育社会学』石田純共訳 至誠堂 現代社会学入門 1971

## 論文
- Cinii